# Rote Raben Vilsbiburg 2021-2022
Questa voce raccoglie le informazioni riguardanti il Rote Raben Vilsbiburg nelle competizioni ufficiali della stagione 2021-2022.

## Stagione
Il Rote Raben Vilsbiburg partecipa alla stagione 2021-22 senza alcuna denominazione sponsorizzata.
Partecipa alla 1. Bundesliga, classificandosi all'ottavo posto in regular season, eliminato ai quarti di finale dei play-off scudetto dal MTV Stoccarda. Esce di scena ai quarti di finale anche in Coppa di Germania, estromesso dal torneo per mano del Potsdam.

## Organigramma societario
Area direttiva
- Presidente: André Wehnert

Area tecnica
- Allenatore: Florian Völker
- Allenatore in seconda: Rebekka Schneider
- Scoutman: Andreas Häußler, Vitus Raßhofer

Area sanitaria
- Medico: Karl-Heinz Attenberger, Rüdiger Meesters, Gudrun Mendler
- Fisioterapista: Linda Damerau, Francis Dewint, Elena Eckmeier, Maximilian Hartl, Maximilian Häußler

## Rosa
| N° | Nome               | Ruolo | Data di nascita   | Nazionalità sportiva |
| -- | ------------------ | ----- | ----------------- | -------------------- |
| 2  | Simona Dammer      | L     | 25 agosto 2002    | Germania             |
| 3  | Luisa Keller       | S     | 25 agosto 2001    | Germania             |
| 4  | Dayana Segovia     | O     | 24 marzo 1996     | Colombia             |
| 5  | Jodie Guilliams    | S     | 26 aprile 1997    | Belgio               |
| 6  | Klára Vyklická     | C     | 3 giugno 1993     | Rep. Ceca            |
| 7  | Tiffany Clark      | L     | 18 febbraio 1998  | Stati Uniti          |
| 9  | Alexis Hart        | S     | 23 maggio 1998    | Stati Uniti          |
| 11 | Josepha Bock       | C     | 23 gennaio 2000   | Germania             |
| 12 | Beta Dumančić      | C     | 20 marzo 1991     | Croazia              |
| 13 | Lara Darowski      | S     | 22 marzo 2022     | Germania             |
| 14 | Katharina Schwabe  | S     | 29 aprile 1993    | Germania             |
| 15 | Elisabeth Kerscher | S     | 26 settembre 2003 | Germania             |
| 16 | Lindsay Flory      | P     | 24 ottobre 1996   | Stati Uniti          |
| 18 | Magdalena Gryka    | P     | 28 marzo 1994     | Germania             |

## Statistiche

### Statistiche di squadra
| Competizione      | Punti | In casa | In casa | In casa | In trasferta | In trasferta | In trasferta | Totale | Totale | Totale |
| Competizione      | Punti | G       | V       | P       | G            | V            | P            | G      | V      | P      |
| ----------------- | ----- | ------- | ------- | ------- | ------------ | ------------ | ------------ | ------ | ------ | ------ |
| 1. Bundesliga     | 31    | 12      | 4       | 8       | 12           | 5            | 7            | 24     | 9      | 15     |
| Coppa di Germania | -     | 1       | 1       | 0       | 1            | 0            | 1            | 2      | 1      | 1      |
| Totale            | -     | 13      | 5       | 8       | 13           | 5            | 8            | 26     | 10     | 16     |

G = partite giocate; V = partite vinte; P = partite perse

### Statistiche dei giocatori
| Giocatrice   | 1. Bundesliga | 1. Bundesliga | 1. Bundesliga | 1. Bundesliga | 1. Bundesliga | Coppa di Germania | Coppa di Germania | Coppa di Germania | Coppa di Germania | Coppa di Germania | Totale | Totale | Totale | Totale | Totale |
| Giocatrice   | P             | PT            | AV            | MV            | BV            | P                 | PT                | AV                | MV                | BV                | P      | PT     | AV     | MV     | BV     |
| ------------ | ------------- | ------------- | ------------- | ------------- | ------------- | ----------------- | ----------------- | ----------------- | ----------------- | ----------------- | ------ | ------ | ------ | ------ | ------ |
| J. Bock      | 23            | 115           | 65            | 33            | 17            | 2                 | 13                | 8                 | 4                 | 1                 | 25     | 128    | 73     | 37     | 18     |
| T. Clark     | 20            | 0             | 0             | 0             | 0             | 2                 | 0                 | 0                 | 0                 | 0                 | 22     | 0      | 0      | 0      | 0      |
| S. Dammer    | 18            | 1             | 0             | 0             | 1             | 2                 | 0                 | 0                 | 0                 | 0                 | 20     | 1      | 0      | 0      | 1      |
| L. Darowski  | 22            | 34            | 22            | 4             | 8             | 2                 | 11                | 7                 | 1                 | 3                 | 24     | 45     | 29     | 5      | 11     |
| B. Dumančić  | 21            | 159           | 119           | 34            | 6             | 2                 | 16                | 14                | 1                 | 1                 | 23     | 175    | 133    | 35     | 7      |
| L. Flory     | 22            | 23            | 7             | 7             | 9             | 1                 | 0                 | 0                 | 0                 | 0                 | 23     | 23     | 7      | 7      | 9      |
| M. Gryka     | 24            | 63            | 22            | 23            | 18            | 2                 | 5                 | 2                 | 0                 | 3                 | 26     | 68     | 24     | 23     | 21     |
| J. Guilliams | 20            | 258           | 258           | 12            | 12            | -                 | -                 | -                 | -                 | -                 | 20     | 258    | 258    | 12     | 12     |
| A. Hart      | 24            | 377           | 340           | 18            | 19            | 2                 | 36                | 34                | 2                 | 0                 | 26     | 413    | 374    | 20     | 19     |
| L. Keller    | 22            | 107           | 81            | 15            | 11            | 1                 | 5                 | 5                 | 0                 | 0                 | 23     | 112    | 86     | 15     | 11     |
| E. Kerscher  | 1             | 0             | 0             | 0             | 0             | 0                 | 0                 | 0                 | 0                 | 0                 | 1      | 0      | 0      | 0      | 0      |
| K. Schwabe   | 0             | 0             | 0             | 0             | 0             | 1                 | 0                 | 0                 | 0                 | 0                 | 1      | 0      | 0      | 0      | 0      |
| D. Segovia   | 23            | 270           | 239           | 19            | 12            | 2                 | 42                | 38                | 3                 | 1                 | 25     | 312    | 277    | 22     | 13     |
| K. Vyklická  | 13            | 53            | 30            | 17            | 6             | 1                 | 0                 | 0                 | 0                 | 0                 | 14     | 53     | 30     | 17     | 6      |

P = presenze; PT = punti totali; AV = attacchi vincenti; MV = muri vincenti; BV = battute vincenti